# Огризки
Огри́зки (рос. Огрызки) — присілок у складі Свічинського району Кіровської області, Росія. Входить до складу Свічинського міського поселення.
Населення становить 105 осіб (2010, 116 у 2002).
Національний склад станом на 2002 рік — росіяни 97 %.